# N. E. Sinding
Niels Edvard Sinding, známý jako N. E. Sinding (2. prosince 1839 – 24. května 1902) byl dánský malíř a fotograf.

## Životopis
Zúčastnil se dánsko-německé války jako desátník a dne 28. října 1864 získal vysoké státní vyznamenání Dannebrog. Již v 60. letech 19. století působil jako fotograf v Kodani a v letech 1873 až 1884 měl ateliér na Østergade 58 (St. Kjøbmagergade 15/Østergade 58, Kong Salomons Apothek).  Později se stal královským dvorním fotografem.
Byl ženatý s Nicolinou Marií Kleisovou, roz. Albrechtsenovou (zemřela 1935) a otec architekta Svenda Sindinga (1881-1929) a lodního kapitána Paula Sindinga (1882-1964).

## Galerie

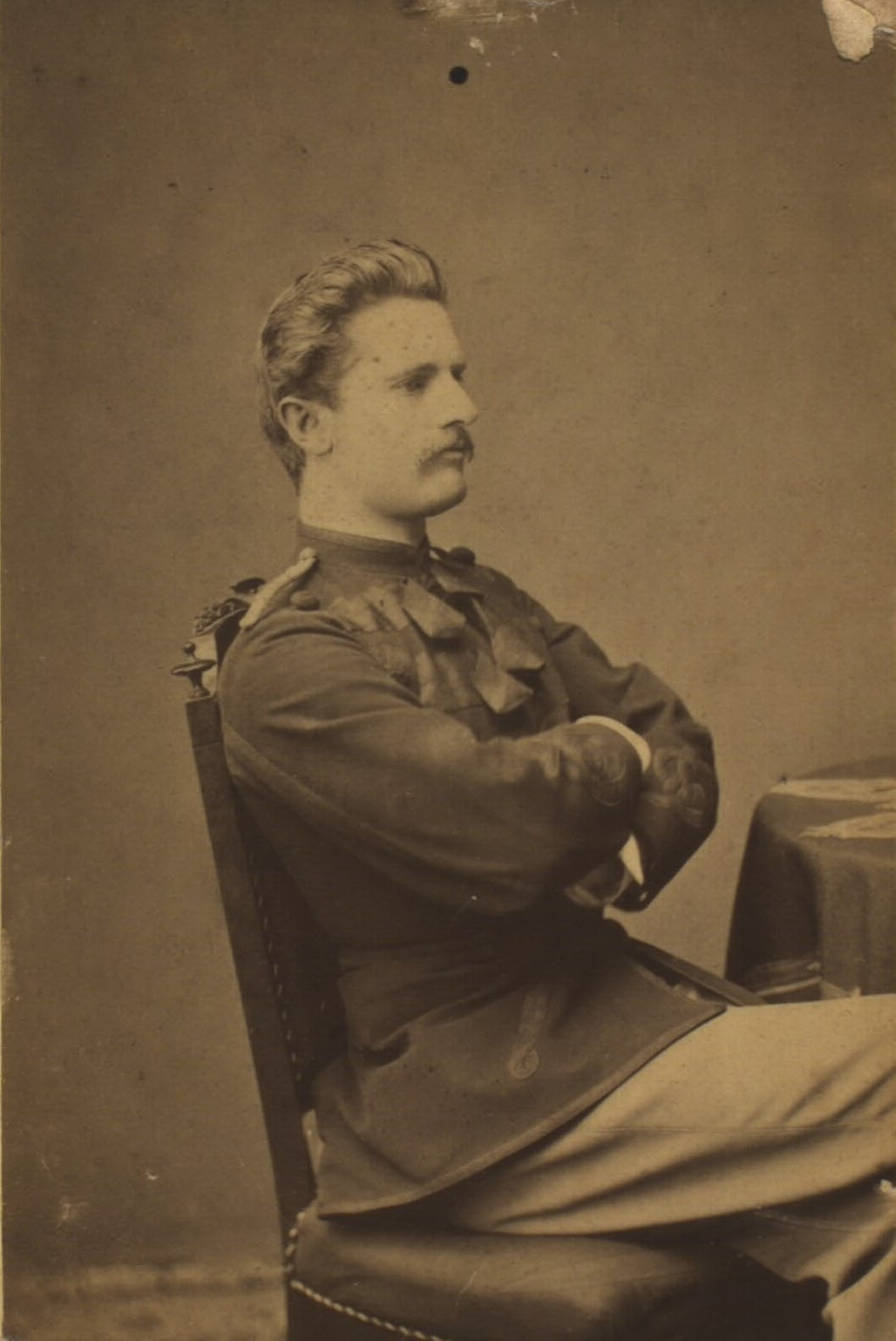
Arnold Kühnel
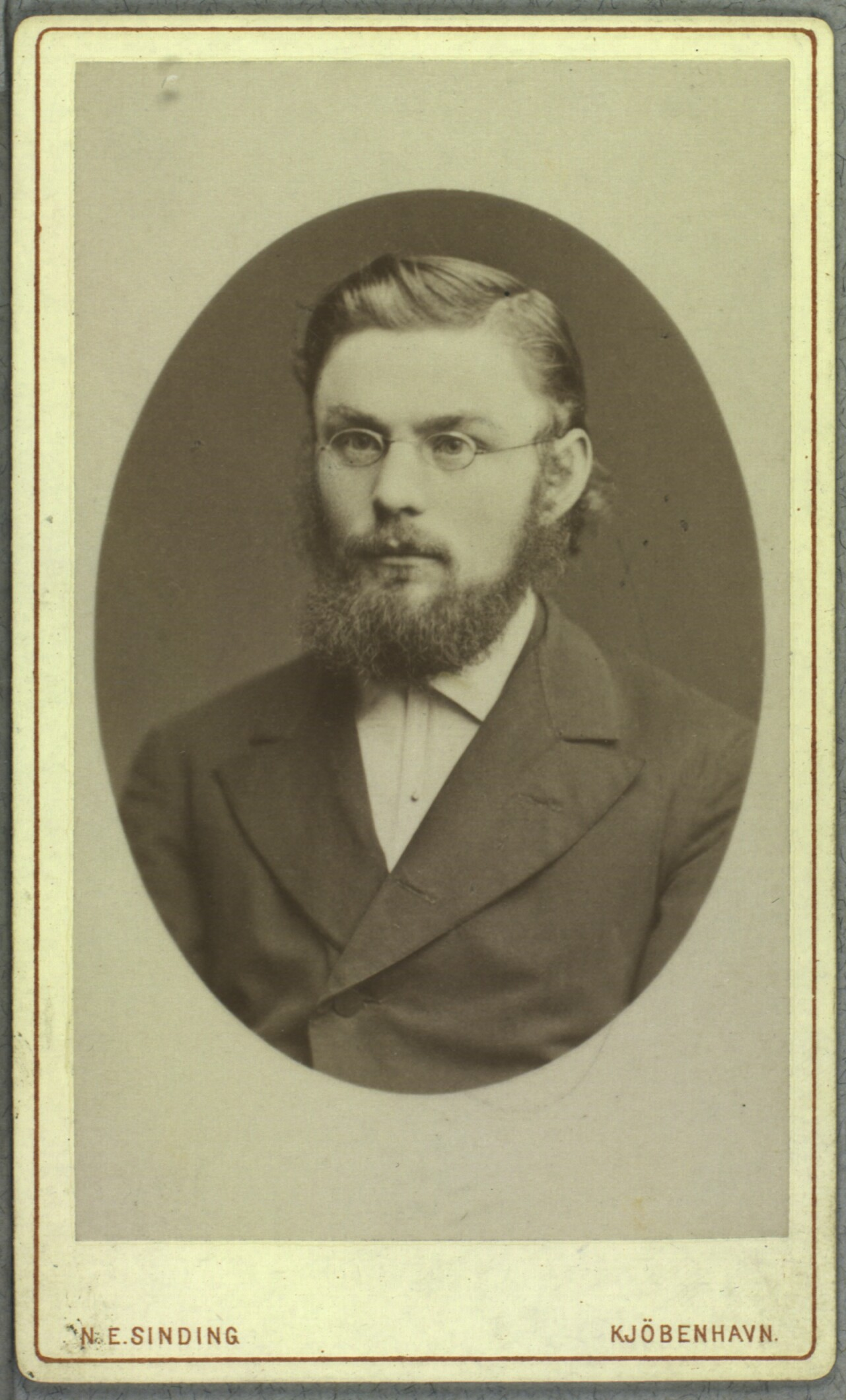
Carl Aarsleff
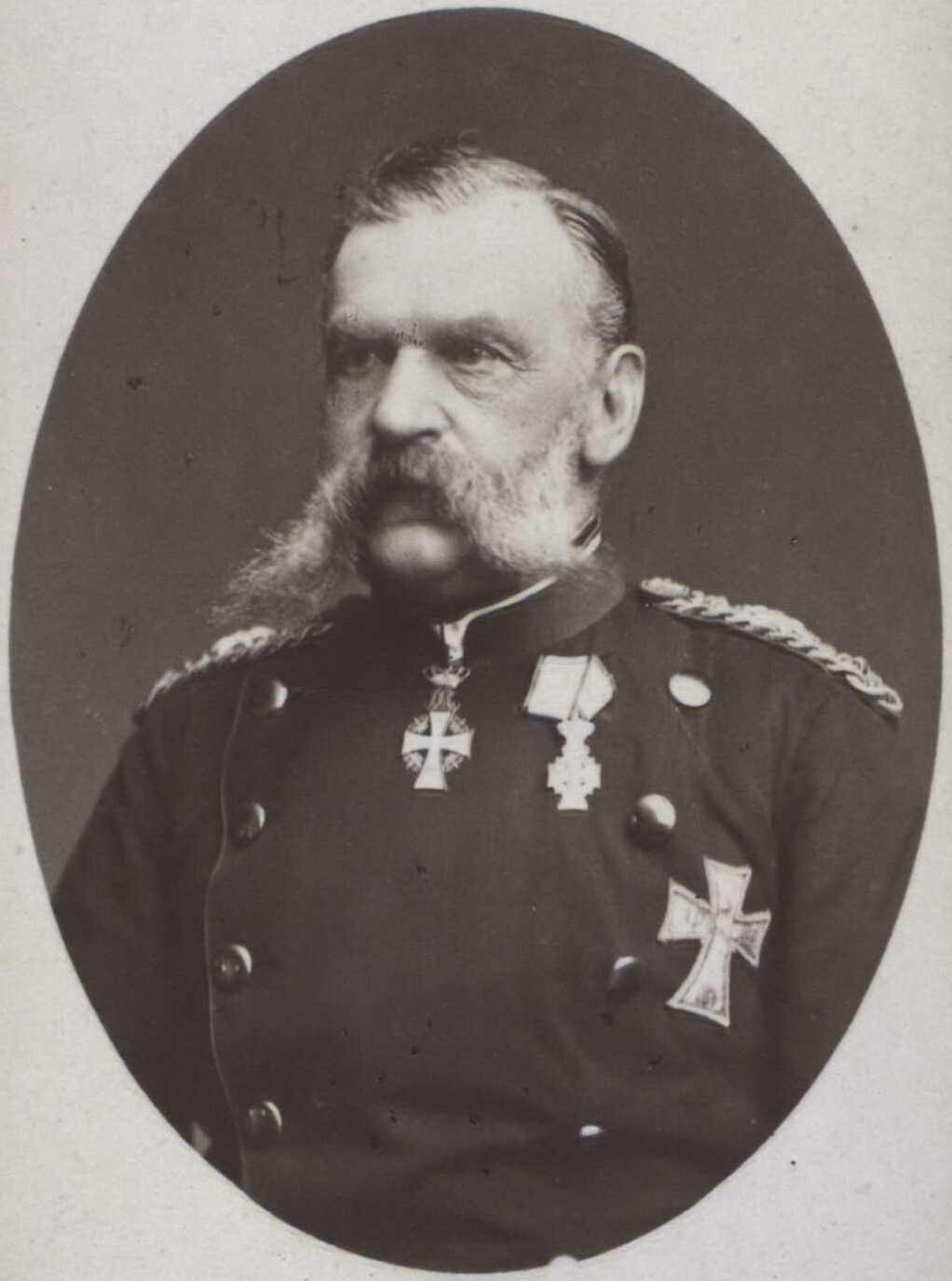
Poul Egede Glahn
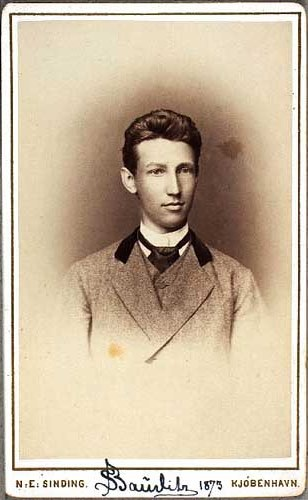
Sophus Bauditz, 1873